# Zielony Dwór (Strzepcz)
Zielony Dwór (dodatkowa nazwa w j. kaszub. Zelony Dwór)  – część wsi Strzepcz w Polsce, położona w województwie pomorskim, w powiecie wejherowskim, w gminie Linia. Wchodzi w skład sołectwa Strzepcz.
W latach 1975–1998 Zielony Dwór administracyjnie należał do województwa gdańskiego.